# Залесье (Погореловское сельское поселение)
Залесье — деревня в Тотемском районе Вологодской области.
Входит в состав Погореловского сельского поселения, с точки зрения административно-территориального деления — в Погореловский сельсовет.
Расположена на автодороге Р7. Расстояние по автодороге до районного центра Тотьмы — 61,5 км, до центра муниципального образования деревни Погорелово — 2 км. Ближайшие населённые пункты — Жилино, Ивакино, Петрилово, Погорелово.
По переписи 2002 года население — 60 человек (31 мужчина, 29 женщин). Всё население — русские.